# Schat (rijkdom)

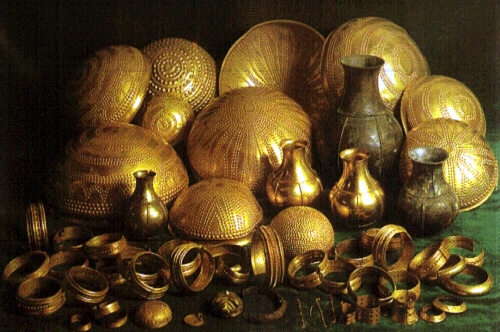
Schat van Villena, de op een na grootste prehistorische goudvondst in Europa.

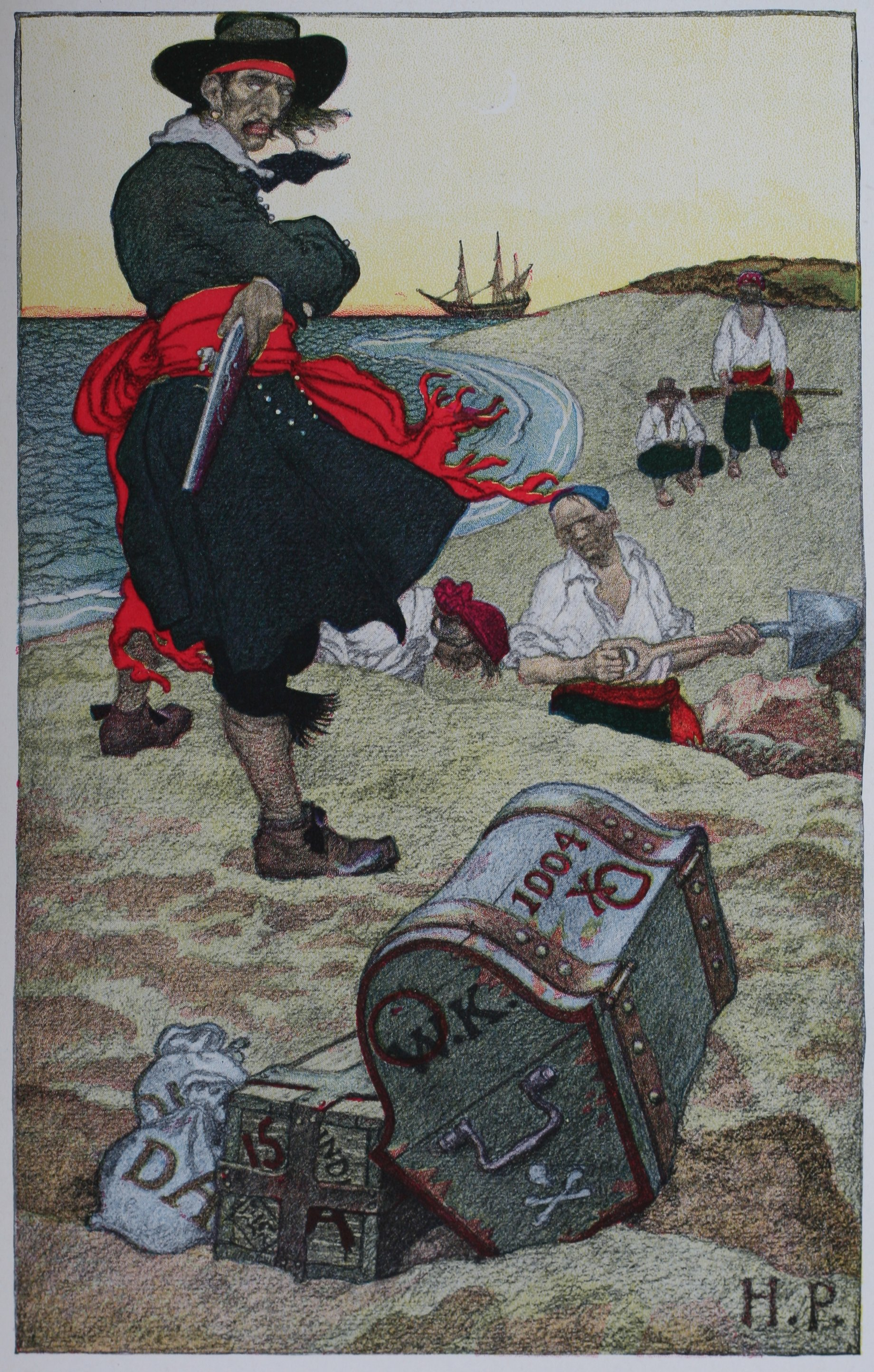
Howard Pyle illustratie van piraten, die een schat begraven, uit Howard Pyle's Book of Pirates.

Een schat is een waardevol bezit. In Nederland wordt een schat volgens boek 5, artikel 13 van het Burgerlijk Wetboek ook wel gedefinieerd als “een zaak van waarde, die zo lang verborgen is geweest dat de eigenaar niet meer kan worden opgespoord”. Vanouds kon het de betekenis hebben van vee.

## Schatzoeken
Het zoeken naar schatten is een veelvoorkomend thema in legende en fictie, in het echt bestaan schatzoekers ook en zoeken dan verloren zaken voor personen.

## Begraven schatten
Begraven schatten vormen een belangrijk deel van legendes over piraten. Volgens populaire visies begroeven piraten hun gestolen rijkdommen vaak op afgelegen plaatsen, met de intentie om ze later op te halen (vaak met behulp van schatkaarten).
In Engelstalige fictie zijn er drie zeer bekende verhalen, die hielpen de mythe rond begraven schatten:: The Gold-Bug door Edgar Allan Poe, Wolfert Webber door Washington Irving en Treasure Island door Robert Louis Stevenson. De plot van de boeken verschilt erg veel, maar volgt de rode draad van een legende van William Kidd. Stevensons Treasure Island was zeer direct beïnvloed door Irvings Wolfert Webber, Stevenson zegt in het voorwoord: “It is my debt to Washington Irving that exercises my conscience, and justly so, for I believe plagiarism was rarely carried farther.. the whole inner spirit and a good deal of the material detail of my first chapters.. were the property of Washington Irving.”
Het idee dat piraten hun buit begroeven dateert van minstens een eeuw voordat deze boeken zijn gepubliceerd. Verslagen over gevonden piratenschatten zijn veel eerder boven water gekomen dan deze boeken insinueren. Bijvoorbeeld, sommige van de ondergrondse passages en structuren op Oak Island (in Nova Scotia) zijn uitgebreid onderzocht en uitgegraven sinds 1975 met het idee dat piraten daar grote delen van hun buit hadden verstopt. Deze uitgravingen zijn gebaseerd op nog veel oudere legendes. Er is geen schat gevonden.

## Muntschatten
Met een muntschat wordt een hoeveelheid munten (vaak van goud, zilver of brons) aangeduid, die ergens in het verleden door de eigenaar in de grond is verstopt op een moment dat de eigenaar bang was voor diefstal, burgeroorlog of plundering door vijandelijke troepen. In oude gevallen kan er soms (indien de muntschat in combinatie met een graf of een urn wordt gevonden) ook sprake zijn geweest van een grafgift. Een kenmerk van een muntschat is dat de eigenaar niet meer in staat is geweest zijn bezit later weer veilig te stellen.